# Verneil-le-Chétif
Verneil-le-Chétif là một xã trong tỉnh Sarthe ở tây bắc nước Pháp. Xã này có diện tích 14,8 km2, dân số năm 2006 là 682 người.